# Preuilly, Cher
Preuilly là một xã thuộc tỉnh Cher trong vùng Centre-Val de Loire miền trung Pháp.

## Dân số
| 1962                                | 1968 | 1975 | 1982 | 1990 | 1999 | 2005 |
| ----------------------------------- | ---- | ---- | ---- | ---- | ---- | ---- |
| 293                                 | 301  | 281  | 342  | 368  | 432  | 437  |
| Từ năm 1962 Dân số không tính trùng |      |      |      |      |      |      |